# Filippo Tortu
Filippo Tortu, född 15 juni 1998, är en italiensk friidrottare som tävlar i kortdistanslöpning.

## Karriär
Tortu ingick i det italienska laget som tog guld på 4x100 meter vid olympiska sommarspelen 2020, och silver på 4x100 meter vid världsmästerskapen i friidrott 2023. Vid europamästerskapen i friidrott 2022 tog han brons på 200 meter. Vid europamästerskapen i friidrott 2024 tog han silver på 200 meter.